# Lutas nos Jogos Olímpicos de Verão da Juventude de 2010 - Greco-romana até 58 kg masculino
A competição da categoria até 58 kg masculino da luta greco-romana nos Jogos Olímpicos de Verão da Juventude de 2010 foi disputada no dia 15 de agosto no Centro Internacional de Convenções, em Cingapura. Um total de sete lutadores participaram deste evento, limitado a atletas com peso corporal inferior a 58 quilogramas. Ao contrário dos Jogos Olímpicos de Verão, nos Jogos da Juventude foi distribuída apenas uma medalha de bronze por categoria.

## Medalhistas
| Ouro   | KGZ Urmatbek Amatov    |
| Prata  | UKR Oleksandr Lytvynov |
| Bronze | RUS Artur Suleymanov   |

## Resultados
Os lutadores competiram entre si dentro das duas chaves. Os primeiros colocados de cada chave disputaram o ouro e os segundos colocados o bronze.

### Preliminares

#### Grupo A
| Pos | Atleta              | PC | PT | L | V | D |
| --- | ------------------- | -- | -- | - | - | - |
| 1   | KGZ Urmatbek Amatov | 7  | 14 | 2 | 2 | 0 |
| 2   | NAM Jason Afrikaner | 4  | 4  | 2 | 1 | 1 |
| 3   | HUN Adrian Kranitz  | 0  | 0  | 2 | 0 | 2 |

| HUN Adrian Kranitz  | 0-4 | KGZ Urmatbek Amatov | (PT: 0-4)  |
| HUN Adrian Kranitz  | 0-4 | NAM Jason Afrikaner | (PT: 0-4)  |
| KGZ Urmatbek Amatov | 3-0 | NAM Jason Afrikaner | (PT: 10-0) |

#### Grupo B
| Pos | Atleta                      | PC | PT | L | V | D |
| --- | --------------------------- | -- | -- | - | - | - |
| 1   | UKR Oleksandr Lytvynov      | 9  | 11 | 3 | 3 | 0 |
| 2   | RUS Artur Suleymanov        | 8  | 25 | 3 | 2 | 1 |
| 3   | MEX Pedro Ramírez Camarillo | 5  | 15 | 3 | 1 | 2 |
| 4   | RSA Leonard Gregory         | 2  | 8  | 3 | 0 | 3 |

| UKR Oleksandr Lytvynov | 3-1 | RUS Artur Suleymanov        | (PT: 2-7)  |
| RSA Leonard Gregory    | 1-3 | MEX Pedro Ramírez Camarillo | (PT: 3-10) |
| UKR Oleksandr Lytvynov | 3-1 | RSA Leonard Gregory         | (PT: 7-5)  |
| RUS Artur Suleymanov   | 3-1 | MEX Pedro Ramírez Camarillo | (PT: 5-1)  |
| UKR Oleksandr Lytvynov | 3-1 | MEX Pedro Ramírez Camarillo | (PT: 2-4)  |
| RUS Artur Suleymanov   | 4-0 | RSA Leonard Gregory         | (PT: 13-0) |

### Fase final

#### Disputa pelo 7º lugar
| Sem oponente | - | RSA Leonard Gregory |  |

#### Disputa pelo 5º lugar
| HUN Adrian Kranitz | 1-3 | MEX Pedro Ramírez Camarillo | (PT: 9-9) |

#### Disputa pelo bronze
| NAM Jason Afrikaner | 0-3 | RUS Artur Suleymanov | (PT: 0-4) |

#### Final
| KGZ Urmatbek Amatov | 4-0 | UKR Oleksandr Lytvynov | (PT: 7-0) |

## Classificação final
| Pos.              | Atleta                      |
| ----------------- | --------------------------- |
| Medalha de ouro   | KGZ Urmatbek Amatov         |
| Medalha de prata  | UKR Oleksandr Lytvynov      |
| Medalha de bronze | RUS Artur Suleymanov        |
| 4                 | NAM Jason Afrikaner         |
| 5                 | MEX Pedro Ramírez Camarillo |
| 6                 | HUN Adrian Kranitz          |
| 7                 | RSA Leonard Gregory         |